# Corinne Bailey Rae
Corinne Bailey Rae (Leeds; 26 de febrer de 1979) és una cantant i compositora anglesa. Va publicar el seu àlbum debut homònim, Corinne Bailey Rae, al febrer de 2006, que va ser el major èxit de l'any segons la llista de crítics de música anglesa de la BBC, i a més la quarta cantant britànica a arribar amb el seu àlbum debut al número u.

## Biografia

### Primers anys
Va començar la seva carrera musical en el col·legi on va estudiar violí fins que va canviar de direcció, en el qual va començar amb cant: "Vaig començar a cantar a l'església, suposo, però la gent creu que degué ser una església gòspel com tots, saps, coses de negres", ella diu, en referència a les seves arrels multiracials. "Però no és del tot una església gòspel, perquè era una simple església brethren, de classe mitjana, on podíem cantar harmonies tot el diumenge. La meva part favorita de l'ofici era quan jo cantava". Després es va passar a l'església baptista, on va cantar en el cor cançons tradicionals. Actuar a l'església va obrir horitzons per a la cantant, i el seu amor cap a la música se solidificava cada vegada més. En la seva primera etapa d'adolescent li agradaven Primal Scream, Jimi Hendrix, Lenny Kravitz i Led Zeppelin.
Corinne va formar un grup femení d'indie pop anomenat Helen, inspirat en grups populars com Veruca Salt o L7. "Va ser la primera vegada que vaig veure dones amb guitarres, estaven molt sexys. Volia ser com elles, com a líder d'alguna cosa".
El grup va causar atenció entre el públic musical indie, va ser el primer grup multiracial Leeds a tocar aquest gènere. El grup va actuar en xous de Leeds, incloent la memorable actuació al Joseph's Well amb el grup Swift. Després d'això, el grup va ser contractat en la discogràfica anglesa Roadrunner Rècords UK, però mai van arribar a treure cap senzill ni àlbum, pel fet que una de les membres del grup es va quedar embarassada i, per consegüent, va abandonar la formació, i el grup es va separar poc després.

### Carrera universitària
Després de la desil·lusió d'Helen, Corinne es va centrar en els estudis, ingressant a la Universitat de Leeds on va estudiar Literatura Anglesa. Per a aconseguir diners per a costejar-se les seves despeses, va treballar a les nits en un local de jazz, i allí va ser on va poder començar a cantar alguna cosa, i va descobrir un altre tipus de música que li va agradar. En aquest moment va conèixer al saxofonista Jason Rae, amb qui es va casar en 2001 amb 22 anys.

## Carrera musical
Durant més de tres anys, Corinne va començar a compondre material i gravar-ho per a publicar el seu primer disc en solitari. Aquest disc passaria del indie pop per a centrar-se en el jazz i R&B.
Va col·laborar amb el grup The New Mastersounds en el tema "Your Love Is Mine", que va figurar en el disc del grup Be Yourself, de l'any 2003, publicat via Note Rècords UK. Més tard va col·laborar en el tema "Come the Revolution", del grup Homecut Directive, grup també de Leeds.

### Corinne Bailey Rae: el seu àlbum debut
En 2005 Corinne va aconseguir un contracte discogràfic amb EMI. A l'octubre d'aquest any va publicar el seu primer senzill "Like a Star", que va debutar en el lloc 34 de les llistes del Regne Unit. Al no aconseguir les expectatives de la discogràfica, EMI i ella van meditar sobre la marxa del disc, i dels temes a triar per a crear el disc. El març de 2006 es va publicar el senzill "Put Your Records On", que va ser tot un èxit a les llistes de vendes angleses, arribant al número 2, i va ser, a més, un hit a nivell internacional, arribant al top 10 a Nova Zelanda, Israel, Xina, Espanya o Argentina, i als Estats Units va arribar a una posició moderada, el 64, aconseguint que la nominessin a dos Grammy en la categoria de Cançó de l'Any 2006 i Disc de l'Any 2006.
Després de l'èxit de "Put Your Records On" a tot el món, arribaria el tercer senzill "Trouble Sleeping", que va tenir un moderat èxit al Regne Unit, arribant al lloc 40. L'habitació senzilla del disc Corinne Bailey Rae va ser la re edició de "Like a Star", que només va millorar la seva posició relativament al Regne Unit, arribant al 32. Als Estats Units no va aconseguir arribar al Billboard 50 Singles, conformant-se amb el lloc 56.
El cinquè va ser "I'd Like To", publicat el 12 de febrer de 2007 en el Regne Unit. El single va arribar a la posició 79, sent la pitjor posició aconseguida fins al moment. Malgrat això, Corinne va aconseguir dos premis MOBO, com la Millor Artista Nova de RU, i la Millor Cantant Femenina de RU.
"Like A Star" va aparèixer com un dels temes del capítol 18 "Yesterday" de Grey's Anatomy, així com en la banda sonora del capítol 12 de la tercera temporada de Medium. També va aparèixer a l'escena final de la pel·lícula Nancy Drew.
Corinne Bailey Rau va poder veure's en la campanya de la cadena britànica Channel 4 "New Music Month", juntament amb diverses de les cantants més importants i de més èxit internacional del Regne Unit com Sophie Ellis-Bextor, Mutya Buena, i Natasha Bedingfield, i les cantants de rap dance Lady Sovereign i Tracey Torn.

### Segon àlbum
En 2008 va morir el seu marit per causes no confirmades, després del que es va prendre un breu període sabàtic, per a tornar a la fi de 2009 amb la publicació del senzill "I'd Do It All Again", avançament del segon àlbum, The Sea que va sortir a la venda l'1 de febrer de 2010.

## Discografia

### Àlbums
- Corinne Bailey Rae (2006)
- The Sea (2010)
- The Heart Speaks in Whispers (2016)

### Senzills
| Any                | Títol                            | Posicions en llistes | Posicions en llistes | Posicions en llistes | Posicions en llistes | Posicions en llistes | Certificacions     |                    |                    |                    |                    |                    |
| Any                | Títol                            | · R.U. ·             | · IRL ·              | · HOL ·              | · JAP ·              | · EUA ·              | Certificacions     |                    |                    |                    |                    |                    |
| Corinne Bailey Rae | Corinne Bailey Rae               | Corinne Bailey Rae   | Corinne Bailey Rae   | Corinne Bailey Rae   | Corinne Bailey Rae   | Corinne Bailey Rae   | Corinne Bailey Rae | Corinne Bailey Rae | Corinne Bailey Rae | Corinne Bailey Rae | Corinne Bailey Rae | Corinne Bailey Rae |
| ------------------ | -------------------------------- | -------------------- | -------------------- | -------------------- | -------------------- | -------------------- | ------------------ | ------------------ | ------------------ | ------------------ | ------------------ | ------------------ |
| 2005               | «Like a Star»                    | 32                   | —                    | —                    | —                    | 56                   |                    |                    |                    |                    |                    |                    |
| 2006               | «Put Your Records On»            | 2                    | 24                   | 17                   | 98                   | 64                   | - R.U.: Plata      |                    |                    |                    |                    |                    |
| 2006               | «Trouble Sleeping»               | 40                   | 46                   | 27                   | —                    | —                    |                    |                    |                    |                    |                    |                    |
| 2007               | «I'd Like To»                    | 79                   | —                    | —                    | —                    | —                    |                    |                    |                    |                    |                    |                    |
| The Sea            |                                  |                      |                      |                      |                      |                      |                    |                    |                    |                    |                    |                    |
| 2010               | «I'd Do It All Again»            | —                    | —                    | —                    | 11                   | —                    |                    |                    |                    |                    |                    |                    |
| 2010               | «Paris Nights/New York Mornings» | —                    | —                    | —                    | 61                   | —                    |                    |                    |                    |                    |                    |                    |
| 2010               | «Closer»                         | —                    | —                    | —                    | —                    | —                    |                    |                    |                    |                    |                    |                    |
| The Love EP        |                                  |                      |                      |                      |                      |                      |                    |                    |                    |                    |                    |                    |
| 2010               | «Is This Love»                   | —                    | —                    | —                    | —                    | —                    |                    |                    |                    |                    |                    |                    |

### Col·laboracions
| Any  | Cançó                                 | Artista              | Àlbum                        |
| ---- | ------------------------------------- | -------------------- | ---------------------------- |
| 2003 | «Come the Revolution»                 | Homecut Directive    | Two Syllables                |
| 2003 | «Your Love Is Mine»                   | The New Mastersounds | Be Yourself                  |
| 2005 | «Young & Foolish»                     | The stiX             | Better Luck Next Time        |
| 2007 | «If I Don't»                          | Amp Fiddler          | Afro Strut                   |
| 2007 | «Free»                                | Marcus Miller        | Free                         |
| 2007 | «River»                               | Herbie Hancock       | River: The Joni Letters      |
| 2008 | «Take Your Time»                      | Al Green             | Lay It Down                  |
| 2008 | «Where Is the Love»                   | John Legend          | Live from Philadelphia       |
| 2009 | «I Don't Even Know» (ab Soweto Kinch) | Homecut              | No Freedom Without Sacrifice |

## Premis i nominacions
| Any  | Premi         | Categoria                          | Gènere  | Àlbum                 | Resultat   |
| ---- | ------------- | ---------------------------------- | ------- | --------------------- | ---------- |
| 2007 | Premis Grammy | Gravació de l'any                  | General | "Put Your Records On" | Candidata  |
| 2007 | Premis Grammy | Cançó de l'any                     | General | "Put Your Records On" | Candidata  |
| 2007 | Premis Grammy | Millor artista nou                 | General | —                     | Candidata  |
| 2007 | Brit Awards   | Artista solista femenina britànica | General | —                     | Candidata  |
| 2007 | Brit Awards   | Senzill d'un artista británic      | General | "Put Your Records On" | Candidata  |
| 2007 | Brit Awards   | Revelació britànica                | General | —                     | Candidata  |
| 2008 | Premis Grammy | Cançó de l'any                     | General | "Like a Star"         | Candidata  |
| 2011 | Premis Grammy | Millor interpretació de R&B        | R&B     | "Is This Love"        | Guanyadora |